# Olympische Sommerspiele 2012/Teilnehmer (Barbados)
| Gelbes Symbol für Goldmedaillen mit stilisierten Olympischen Ringen | Graues Symbol für Silbermedaillen mit stilisierten Olympischen Ringen | Braundes Symbol für Bronzemedaillen mit stilisierten Olympischen Ringen |
| ------------------------------------------------------------------- | --------------------------------------------------------------------- | ----------------------------------------------------------------------- |
| —                                                                   | —                                                                     | —                                                                       |

Barbados nahm in London an den Olympischen Spielen 2012 teil. Es war die insgesamt elfte Teilnahme an Olympischen Sommerspielen. Die Barbados Olympic Association nominierte sechs Athleten in drei Sportarten.

## Flaggenträger
Der Leichtathlet Ryan Brathwaite trug die Flagge von Barbados während der Eröffnungsfeier.

## Teilnehmer nach Sportarten

### Judo
| Athlet       | Wettbewerb       | 1. Runde    | 1. Runde  | Rang |
| Athlet       | Wettbewerb       | Gegner      | Ergebnis  | Rang |
| ------------ | ---------------- | ----------- | --------- | ---- |
| Männer       |                  |             |           |      |
| Kyle Maxwell | Klasse bis 73 kg | Riki Nakaya | 0001-1000 | 17   |

### Leichtathletik
| Athleten         | Wettbewerb   | Vorlauf | Vorlauf | Halbfinale    | Halbfinale    | Finale        | Finale        | Rang |
| Athleten         | Wettbewerb   | Zeit    | Rang    | Zeit          | Rang          | Zeit          | Rang          | Rang |
| ---------------- | ------------ | ------- | ------- | ------------- | ------------- | ------------- | ------------- | ---- |
| Männer           |              |         |         |               |               |               |               |      |
| Ramon Gittens    | 100 m        | 10,35 s | 6       | ausgeschieden | ausgeschieden | ausgeschieden | ausgeschieden | 39   |
| Ryan Brathwaite  | 110 m Hürden | 13,23 s | 2       | 13,23 s       | 5             | 13,40 s       | 5             | 5    |
| Shane Brathwaite | 110 m Hürden | DNF     | DNF     | DNF           | DNF           | DNF           | DNF           | –    |
| Greggmar Swift   | 110 m Hürden | 13,62 s | 5       | ausgeschieden | ausgeschieden | ausgeschieden | ausgeschieden | 25   |

### Schwimmen
| Athleten     | Wettbewerb   | Vorlauf     | Vorlauf | Halbfinale    | Halbfinale    | Finale        | Finale        | Rang |
| Athleten     | Wettbewerb   | Zeit        | Rang    | Zeit          | Rang          | Zeit          | Rang          | Rang |
| ------------ | ------------ | ----------- | ------- | ------------- | ------------- | ------------- | ------------- | ---- |
| Männer       |              |             |         |               |               |               |               |      |
| Bradley Ally | 100 m Rücken | 56,27 s     | 40      | ausgeschieden | ausgeschieden | ausgeschieden | ausgeschieden | 40   |
| Bradley Ally | 200 m Lagen  | 2:00,85 min | 22      | ausgeschieden | ausgeschieden | ausgeschieden | ausgeschieden | 22   |
| Bradley Ally | 400 m Lagen  | 4:21,32 min | 25      | ausgeschieden | ausgeschieden | ausgeschieden | ausgeschieden | 25   |